# Cyphomyia ypsilon
Cyphomyia ypsilon är en tvåvingeart som beskrevs av James 1940. Cyphomyia ypsilon ingår i släktet Cyphomyia och familjen vapenflugor. Inga underarter finns listade i Catalogue of Life.